# Holcoceroides
Holcoceroides is een geslacht van vlinders van de familie van de Cossidae (Houtboorders), uit de onderfamilie van de Politzariellinae. De wetenschappelijke naam en de beschrijving van dit geslacht zijn voor het eerst gepubliceerd in 1913 door Embrik Strand. Strand beschreef ook de eerste soort uit het geslacht, Holcoceroides ferrugineotincta, die als typesoort is aangeduid.
De soorten van dit geslacht komen voor in tropisch Afrika.

## Soorten
- Holcoceroides cheick Yakovlev, Müller, Kravchenko & Petrányi, 2019
- Holcoceroides ferrugineotincta Strand, 1913
- Holcoceroides landeri Yakovlev & László, 2020